# Hälsningar från skogen
Hälsningar från skogen  är en svensk dokumentärfilm från 2009 i regi av Mikel Cee Karlsson. Filmen var Karlssons regidebut.

## Handling
Innanför och utanför de vältrimmade häckarna går livet på som vanligt. Kungen köper sin kvällstidning. Bertil letar efter hundar att fotografera. Hans och Gun-Britt planterar en stor, men ändå alldeles för liten sten i trädgården. Allt för att komma på andra tankar. När mörkret sänker sig över den lilla byn samlas indianerna för ett möte i bygdegården medan ångest, frustration och tyst bön ekar i natten.

## Om filmen
Hälsningar från skogen fotades av Cee Karlsson och Peter Carlsson och producerades av Erik Hemmendorff. Musiken komponerades av bland andra Hans Appelqvist och José Gonzalez och filmen klipptes av Cee Karlsson. Den premiärvisades 24 januari 2009 på Göteborgs filmfestival och den 27 mars samma år hade den biopremiär.
Filmen nominerades till ett pris vid Locarno International Film Festival 2009 och vann juryns pris vid en filmfestival i Moskva 2010.

## Mottagande
Filmen har medelbetyget 3,0/5 på sajten Kritiker.se, som sammanställer recensioner av bland annat filmer. Medelbetyget är baserat på tolv recensioner. Till de mer positiva recensenterna hörde Helsingborgs Dagblad (4/5), Svenska Dagbladet (4/6) och Dagens Nyheter (4/5). Till de mer negativa hörde Aftonbladet (1/5), Expressen (2/5) och Göteborgs-Posten (3/5).